# Мэрий (цинут)
Мэрий — один из десяти цинутов Румынии в 1938—1940 гг. В него входила часть Валахии и Добруджи. Цинут был назван в честь Чёрного моря. Столица — город Констанца.

## Герб
Герб состоял из четырёх диагональных полос (2 жёлтых, 2 синих). Это изображало четыре жудеца, входящих в состав цинута Мэрий. Две полосы изображали побережье Чёрного моря. На фоне полос был якорь.

## Состав
Цинут состоял из четырёх жудецов:
- Дуростор
- Калиакра
- Констанца
- Яломица